# Nucleido radiogénico
| Física nuclear • Núcleo • Nucleones (p, n) • Materia nuclear • Fuerza nuclear • Estructura nuclear • Procesos nucleares |

Un nucleido radiogénico es un núcleo atómico que se genera mediante un proceso radiactivo, y que a su vez puede también ser radiactivo (un radioisótopo) o estable (un isótopo estable).
Los nucleidos radiogénicos (más comúnmente denominados isótopos radiogénicos) forman algunas de las herramientas más importantes de la geología. Se utilizan de dos formas principales:
1. Se compara la cantidad de un 'isótopo radiactivo original' en una muestra, con la cantidad del 'producto hijo' radiogénico, lo que sirve como herramienta de datación radiométrica (por ejemplo, la geocronología uranio-plomo).
2. Se compara la cantidad de un isótopo no radiogénico de un elemento en una muestra, con la cantidad de un isótopo radiogénico del mismo elemento, lo que sirve para definir su isótopo trazador (por ejemplo, 206Pb/204Pb). Esta técnica se analiza con más detalle en el artículo dedicado a la geoquímica de isótopos.

## Ejemplos
Algunos isótopos naturales son por completo de origen radiogénico, y a su vez todos ellos son isótopos radiactivos, con semividas demasiado cortas para haberse originado primordialmente y todavía existir hoy. Por lo tanto, solo están presentes como productos radiogénicos de procesos de desintegración en curso o de procesos cosmogénicos (inducidos por rayos cósmicos) que pueden producirse habitualmente en la naturaleza. Algunos otros isótopos se producen naturalmente mediante procesos nucleogénicos (reacciones nucleares naturales de otros tipos, como la absorción de neutrones).
En el caso de los isótopos radiogénicos que se desintegran con suficiente lentitud, o que son estables, siempre está presente una fracción primordial, ya que todos los isótopos estables y de vida suficientemente larga, de hecho, se producen en la naturaleza de forma primordial. Una fracción adicional de algunos de estos isótopos también puede producirse radiogénicamente.
El plomo es quizás el mejor ejemplo de una sustancia parcialmente radiogénica, ya que sus cuatro isótopos estables (204Pb, 206Pb, 207Pb y 208Pb) están presentes de forma primordial en proporciones conocidas y fijas. Sin embargo, el isótopo 204Pb únicamente está presente de manera primordial, mientras que los otros tres isótopos también pueden generarse como productos de desintegración radiogénica del uranio y del torio. Específicamente, el 206Pb se forma a partir del 238U, el 207Pb a partir del 235U y el 208Pb a partir del 232Th. En las rocas que contienen uranio y torio, las cantidades excesivas de los tres isótopos de plomo más pesados permiten "fechar" las rocas, proporcionando así una estimación del tiempo en que la roca se solidificó y el mineral mantuvo la proporción de isótopos fijada y en su lugar.
Otro nucleido radiogénico notable es el argón-40, formado a partir del potasio radiactivo. Casi todo el argón de la atmósfera terrestre es radiogénico, mientras que el argón primordial es argón-36.
Parte del nitrógeno-14 es radiogénico, procedente de la desintegración del carbono-14 (semivida de unos 5.700 años), pero el carbono-14 se formó algún tiempo antes a partir del nitrógeno-14 por la acción de los rayos cósmicos.
Otros ejemplos importantes de elementos radiogénicos son el radón y el helio, que se forman durante la desintegración de elementos más pesados en materiales rocosos. El radón es completamente radiogénico, ya que tiene una semivida demasiado corta para haberse originado primordialmente. El helio, sin embargo, se encuentra primordialmente en la corteza de la Tierra, ya que tanto el helio-3 como el helio-4 son estables y pequeñas cantidades quedaron atrapadas en la corteza de la Tierra mientras se formaba el planeta. El helio-3 es casi en su totalidad primordial (una pequeña cantidad se forma mediante reacciones nucleares naturales en la corteza). El helio-3 también se puede producir como producto de la desintegración del tritio (3H), que es producto de algunas reacciones nucleares, incluida la fisión ternaria. El suministro global de helio (que se produce en los pozos de gas y en la atmósfera) es principalmente (entre un 90% y un 99%) radiogénico, como lo demuestra su factor de enriquecimiento de 10 a 100 veces en helio-4 radiogénico en relación con la proporción primordial de helio-4 a helio-3. Esta última proporción se conoce a partir de fuentes extraterrestres, como algunas rocas lunares y meteoritos, que están relativamente libres de fuentes radiogénicas de helio-3 y helio-4.
Como se observó en el caso del plomo-204, los nucleidos radiogénicos a menudo no son radiactivos. En este caso, si su nucleido precursor tiene una semivida demasiado corta para haber sobrevivido desde los tiempos primordiales, entonces el nucleido padre habrá desaparecido, y ahora se caracterizará por un exceso relativo del isótopo hijo estable. En la práctica, esto ocurre con todos los radionucleidos con semividas inferiores a unos 50 a 100 millones de años. Estos nucleidos se forman en las supernovas, pero se conocen como radionucleidos extintos, ya que hoy en día no se encuentran directamente en la Tierra.
Un ejemplo de radionúclido extinto es el yodo-129, que se descompone en xenón-129, un isótopo estable del xenón que aparece en exceso en relación con otros isótopos del gas. Aparece en meteoritos que se condensaron a partir de la nube de polvo inicial del Sistema Solar y atraparon el yodo-129 primordial (semivida de 15,7 millones de años) en algún momento en un período relativamente corto (probablemente, menos de 20 millones de años) entre la creación del yodo-129 en una supernova, y la formación del Sistema Solar por condensación de este polvo. El yodo-129 atrapado ahora aparece como un exceso relativo de xenón-129. El yodo-129 fue el primer radionúclido extinto, inferido en 1960. Otros radionúclido extintos que se conocen son el aluminio-26 (también inferido del magnesio-26 sobreabundante encontrado en algunos meteoritos) y el hierro-60.

## Nucleidos radiogénicos utilizados en geología
La siguiente tabla enumera algunos de los sistemas de isótopos radiogénicos más importantes utilizados en geología, ordenados según la duración de la semivida decreciente del isótopo original radiactivo. Los valores dados para la semivida y la constante de desintegración son los valores adoptados por consenso en la comunidad de geología isotópica.
** indica el producto de desintegración final de una serie.
Unidades utilizadas en esta tabla
G·año = gigaaño = 109 años
M·año = megaaño = 106 años
k·año = kiloaño = 103 años
| Nucleido padre | Nucleido hijo       | Constante de desintegración (años−1) | Semivida     |
| -------------- | ------------------- | ------------------------------------ | ------------ |
| 190Pt          | 186Os               | 1.477 ×10−12                         | 483 G·año    |
| 147Sm          | 143Nd               | 6.54 ×10−12                          | 106 G·año    |
| 87Rb           | 87Sr                | 1.402 ×10−11                         | 49.44 G·año  |
| 187Re          | 187Os               | 1.666 ×10−11                         | 41.6 G·año   |
| 176Lu          | 176Hf               | 1.867 ×10−11                         | 37.1 G·año   |
| 232Th          | 208Pb**             | 4.9475 ×10−11                        | 14.01 G·año  |
| 40K            | 40Ar                | 5.81 ×10−11                          | 11.93 G·año  |
| 238U           | 206Pb**             | 1.55125 ×10−10                       | 4.468 G·año  |
| 40K            | 40Ca                | 4.962 ×10−10                         | 1.397 G·año  |
| 235U           | 207Pb**             | 9.8485 ×10−10                        | 0.7038 G·año |
| 129I           | 129Xe               | 4.3 ×10−8                            | 16 M·año     |
| 10Be           | 10B                 | 4.6 ×10−7                            | 1.5 M·año    |
| 26Al           | 26Mg                | 9.9 ×10−7                            | 0.70 M·año   |
| 36Cl           | 36Ar (98%) 36S (2%) | 2.24 ×10−6                           | 310 k·año    |
| 234U           | 230Th               | 2.826 ×10−6                          | 245.25 k·año |
| 230Th          | 226Ra               | 9.1577 ×10−6                         | 75.69 k·año  |
| 231Pa          | 227Ac               | 2.116 ×10−5                          | 32.76 k·año  |
| 14C            | 14N                 | 1.2097 ×10−4                         | 5730 años    |
| 226Ra          | 222Rn               | 4.33 ×10−4                           | 1600 años    |

## Calentamiento radiogénico
El calentamiento radiogénico se produce como resultado de la liberación de energía térmica generada en los procesos radiactivos durante la producción de nucleidos radiogénicos. Junto con el calor primordial (resultante de la acreción planetaria), el calentamiento radiogénico que se produce en el manto y en la corteza terrestres constituyen las dos fuentes principales de calor en el interior de la Tierra. La mayor parte del calentamiento radiogénico en la Tierra resulta de la desintegración de los núcleos hijos involucrados en la cadena de desintegración del uranio-238 y del torio-232, y la del potasio-40.